# 翁丁水库
翁丁水库是云南省沧源佤族自治县的一座小型水库，位于勐角傣族彝族拉祜族乡翁丁村东北部新牙河的上游。水库于1989年11月动工，1991年3月竣工。坝高26米，坝顶长173米、宽4米，总库容量134万立方米，最大泄流量58立方米/秒。主要功能为农田灌溉和水力发电，为新牙河一、二级电站提供130万度的年发电量，以及灌溉勐角乡翁丁村和勐卡村3,200亩的农田。

## 资料来源
1. ↑  杨敏. . ein.ynnu.edu.cn. 佤族大辞典. 2012-12-01  [2017-12-15]. （原始内容存档于2017-12-16）.